# Pilersuisoq
Pilersuisoq es una cadena de tiendas de productos en general propiedad del gobierno de Groenlandia. Tiene su base en Sisimiut y es subsidiaria de KNI, la mayor compañía de comercio del país. Lars Behrendt es el director administrativo de la compañía desde 2008.

## Operaciones

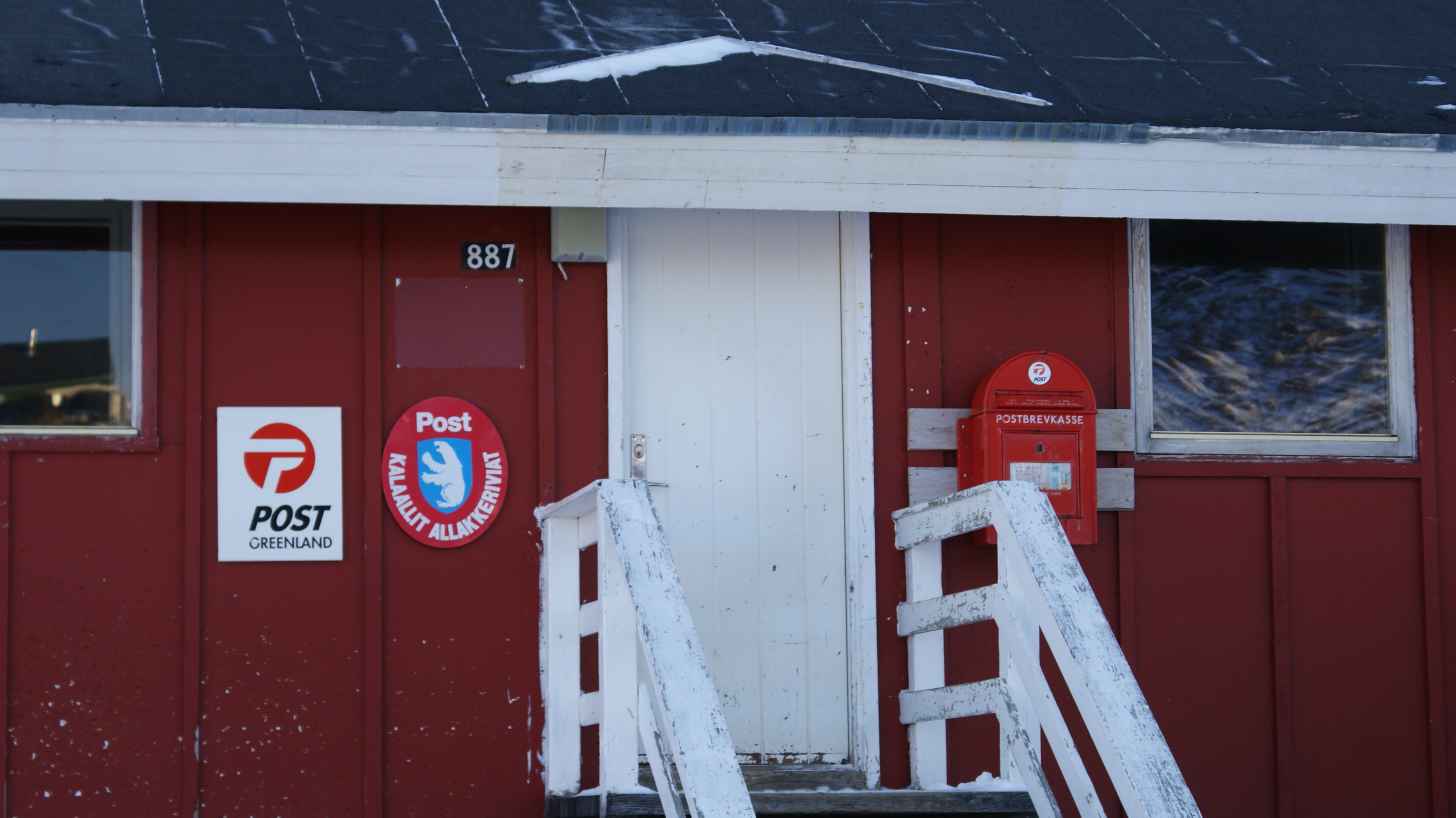
Oficina de correos en una tienda Pilersuisoq en Kulusuk

La marca posee 64 puntos de venta en todos los pequeños asentamientos del país. Tiene presencia en ciudades en las cuales no se encuentran supermercados de cadenas como la groenlandesa Pisiffik o la danesa Brugsen. Las tiendas en asentamientos remotos son abastecidas por la empresa Royal Artic Line, pero los intervalos de tiempo entre la llegada de los barcos son largos, en algunos casos, como el de los asentamientos de Ittoqqortoormiit, solo se abastecen dos veces al año, o el caso de Qaanaaq en el que solo se abastece una vez al año.
El abastecimiento a todos los asentamientos del este de Groenlandia será más fácil desde Islandia debido al adelgazamiento de la capa de hielo en el Estrecho de Dinamarca y el sur del Mar de Groenlandia.

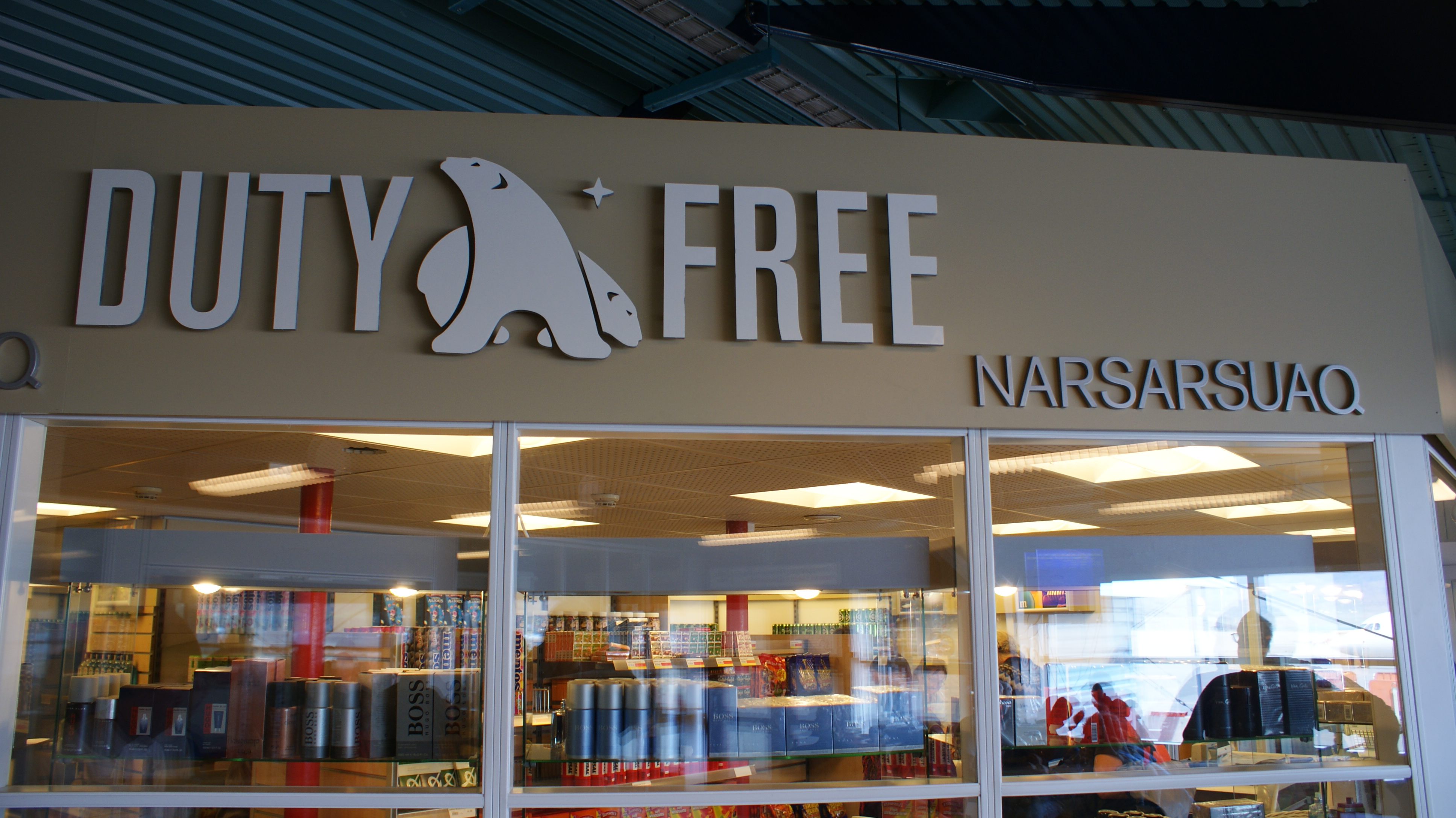
Tienda duty-free Nanoq en el Narsarsuaq Airport

### Correo y servicios bancarios
Las tiendas Pilersuisoq tienen integrada en ellas una oficina de Correo de Groenlandia, los empleados también se ocupan de procesar las operaciones relacionadas con el Banco de Groenlandia, principal empresa bancaria del país.

### Libre de impuestos

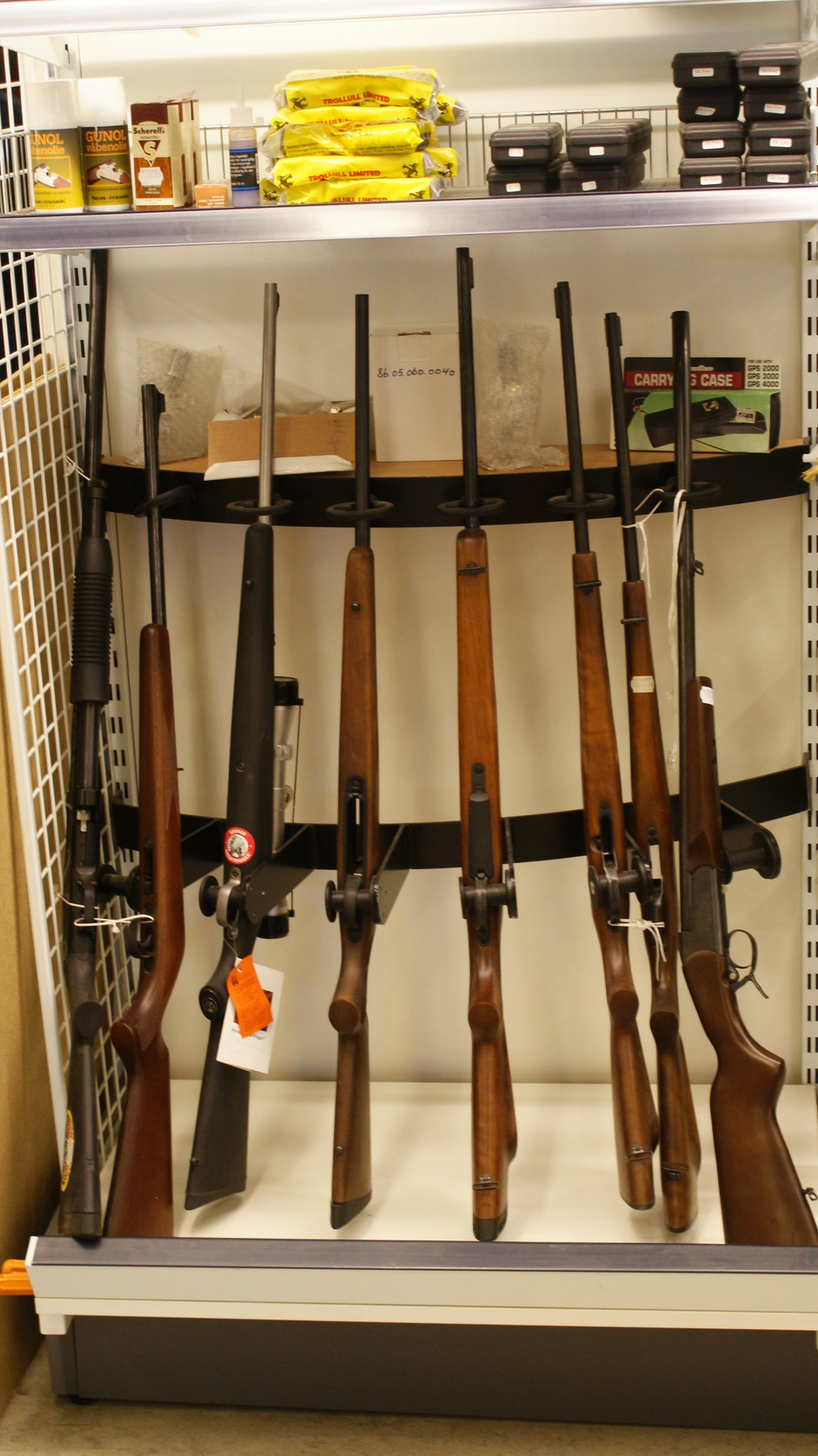
Rifles de caza en la exhibición en una tienda de Pilersuisoq en Ukkusissat

Pilersuisoq también opera las tiendas libres de impuestos en el Aeropuerto de Kangerlussuaq y el Aeropuerto de Narsarsuaq, aunque a partir de agosto de 2010 el futuro de todas las tiendas libres de impuestos en Groenlandia (incluido un puesto en el aeropuerto de Kulusuk) es incierto debido a los recortes presupuestarios considerados por El Gobierno de Groenlandia. Para 2013, las reglas anteriores a 2010 con respecto a las ventas libres de impuestos habían sido restauradas.

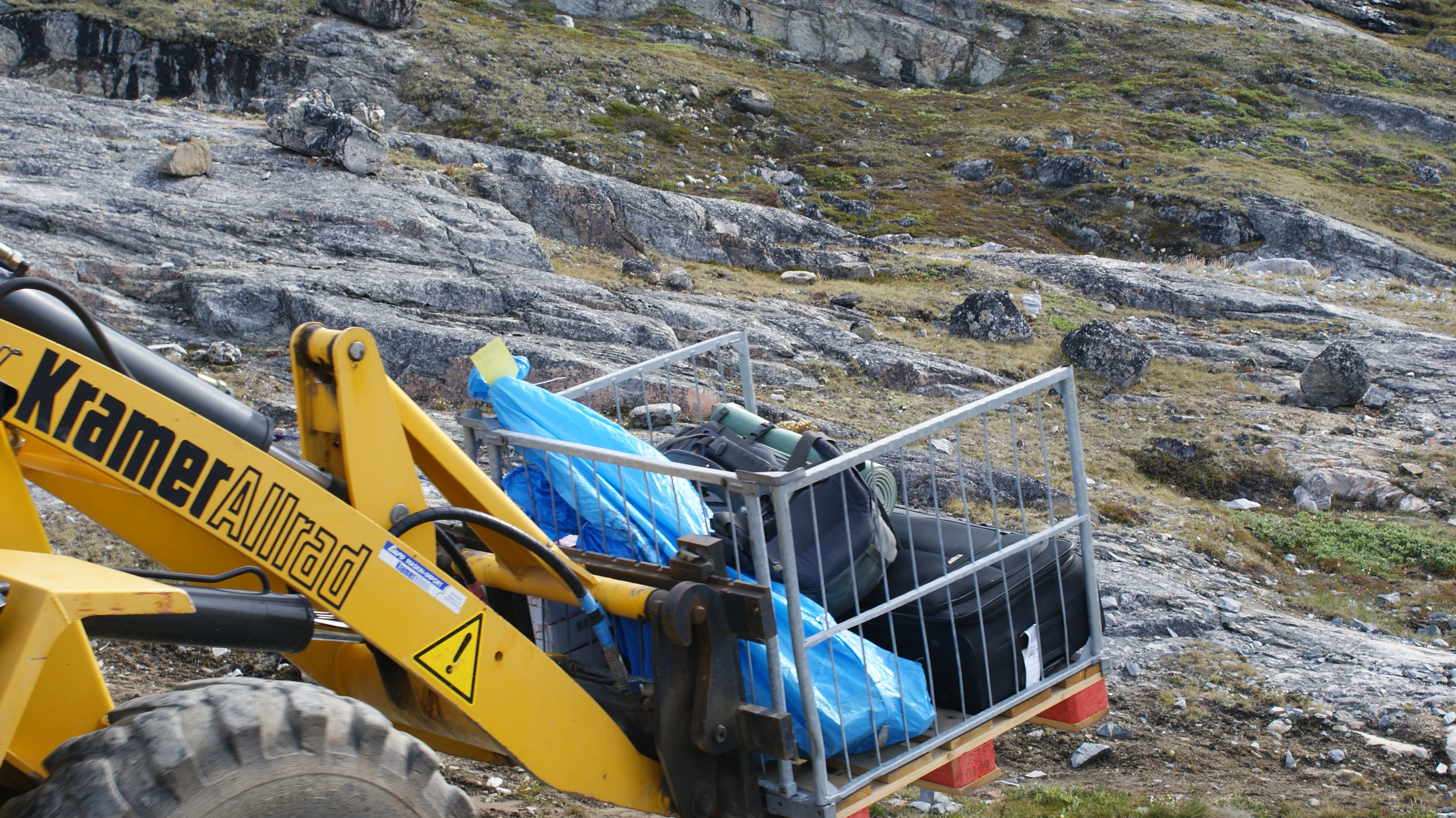
Equipaje transportado hacia la tienda Pilersuisoq

### Helipuertos de distrito
El check-in para los vuelos en helicóptero de Air Greenland desde helipuertos de pequeños asentamientos es realizado por empleados de la tienda local de Pilersuisoq, en el mostrados de Correo de Groenlandia. Los pasajeros no reciben tarjeta de embarque. A menos que se realice el vuelo en un helipuerto de cierta importancia el equipaje se transporta en un tractor desde la tienda Pilersuisoq hasta el helipuerto y viceversa.